# Большая Салба
Большая Салба— село в Идринском районе Красноярского края, административный центр Большесалбинского сельсовета.

## География
Находится  примерно в  18 километрf[ по прямой на юго-восток от районного центра села Идринское.

## Климат
Климат резко - континентальный с холодной зимой и жарким летом, суровый, с большими годовыми и суточными амплитудами температуры. Максимальная высота снежного покрова 46 см. Среднемесячная температура января -21,1 ºС, июля +18,4 ºС. Продолжительность безморозного периода составляет 100 дней. Средняя дата последнего заморозка – 29 мая, первого заморозка – 7 сентября. Вегетационный период (с температурами выше +5ºС) длится 157 дней. Годовая сумма осадков составляет 387 мм, причем большая ее часть выпадает в теплый период года (81 % от годовой суммы).

## История
Село основано в 1840 году. В советское время работали колхозы «Заря коммунизма» и «Герой», совхоз «Большесалбинский».  Правопреемником последнего ныне является ООО «Маяк».

## Население
Постоянное население составляло 332 человека в 2002 году (95% русские),  158 в 2010.

## Инфраструктура
В селе работают почтовое отделение, фельдшерско-акушерский пункт, основная школа, медпункт, дом культуры, библиотека.